# アイドルcheck!
「アイドルcheck!」（アイドルチェック）は、「21世紀のアイドルはネットから生まれる」を旗印に、アイドルの魅力を引き出し、“未来のトップアイドル”をファンの方たちと一緒に誕生させようというアイドルのポータルサイト。運営主体は有限会社キッチュ。
サイトのオープンは2005年8月末で、当時、紹介していたアイドルの数はわずか5人だったが、1年経った2006年9月時点で60名近いアイドルが、アイドルcheck!に登場し、インターネットオークション、ブログ、インターネットテレビ、SNSなど、次々と登場するウェブツールを利用しながら、自分たちの魅力をアピールしている。また、このサイト発の企画であり、サイトに登場する女の子たちが多数出演する映画『スプリング☆デイズ』や、あべなぎさ、岡田茜の2人による音楽ユニットの活動も進行中である。その他、有名アイドルたちのイメージDVDなども、インタビューやネットオークションと連動して紹介している。 

## 沿革
- 2005年8月末　5人のアイドルでサイトオープン
- 2005年9月6日　ネットオークション、スタート
- 2005年10月6日　インターネット放送局「あっ!とおどろく放送局」にて、毎週木曜日の午後7時から生番組「アイドルcheck!」がスタート
- 2005年12月　アイドルの数が20人を突破
- 2006年3月　あべなぎさ、岡田茜の2人による音楽ユニットの活動がスタート。現在も進行中
- 2006年5月　映画『スプリング☆デイズ』の撮影が開始。現在、編集中。
- 2006年8月　1周年記念イベントを中目黒で開催

## インターネットTV
インターネット放送局「あっ!とおどろく放送局」にて、毎週木曜日の午後7時から45分間、生番組「アイドルcheck!」を放送中！  この番組は、アイドルcheck!に登場するアイドルたちが、毎週交代で2人ずつMCを担当。恒例の2分間の自己紹介タイムや、トーク、パフォーマンスを繰り広げる。また、毎週映画監督やプロデューサーなど、映画関係者をゲストに招き、公開される映画の紹介も行っている。

## 音楽
高校2年生のときに芸能界を夢見て、北海道と滋賀県から上京。お湯も出ず、窓に紙が貼ってあるような“寮”と称するボロアパートで同居し、毎日、厳しいレッスンに励んでいたあべなぎさと岡田茜の2人が、2006年2月にインターネット番組で再会。その楽屋話で、一緒に音楽ユニットをやろうと盛り上がったことから、プロジェクトが始動する。  早速、曲作りに挑戦。同時にライブドア版のSNS“フレパ”でコミュニティを開設し、自分たちのことや、CDデビューに向けての毎日を綴り始める。これが人気を集め、アッという間にフレ友数が1000人を超える。  同時に、自分たちで作詞・作曲した楽曲も完成させ、2007年2月24日、念願のCDデビューを果たす。

## 映画『スプリング☆デイズ』
『スプリング☆デイズ』は、立花未樹、鈴木梨乃、上月あや（現・関谷彩花）、関谷愛里紗ほか、映画『スウィングガールズ』に出演していた関根香菜、あべなぎさ、長嶋美紗らが出演する青春映画。 全寮制の女子高に通う千春を中心とした高校1年生の少女たちが、映画という夢に向かって、ときに暴走気味になりながらも突っ走ってゆく様子をみずみずしく描く。

## 主な登場アイドル（50音順）
- あべなぎさ
- 岡田茜
- 沢村ユリ
- 関根香菜
- 関谷彩花
- 関谷愛里紗
- 立花未樹
- 橘未来
- 中嶋かねこ
- 長嶋美紗
- 吉田有希